# Schachnovelle (2021)
Schachnovelle ist ein Filmdrama von Philipp Stölzl. Der Film basiert auf der gleichnamigen Novelle des österreichischen Schriftstellers Stefan Zweig. Er kam Ende September 2021 in die deutschsprachigen Kinos.

## Handlung
Der Film erzählt zwei zeitlich getrennte Handlungsstränge in zahlreichen Wechselschnitten parallel.
März 1938, in Wien: Der Notar Dr. Josef Bartok unterschätzt bis zuletzt die Gefahr, die von Hitler für Österreich ausgeht, und wird vom Anschluss Österreichs an Nazi-Deutschland überrumpelt. Erst in letzter Minute überredet er seine Frau Anna zu fliehen. Ihn selbst verhaften die Nazis und verbringen ihn in das zur Stapo-Leitstelle Wien umgewandelte Hotel Métropole. Der leitende Gestapo-Mann Franz-Josef Böhm weiß, dass Bartok die Vermögen des alten österreichischen Adels verwaltet, und will von ihm die Zugangscodes der betreffenden Auslandskonten. Bartok verweigert sich und soll in Isolationshaft gebrochen werden.
Auf unbestimmte Zeit ist er in ein kleines Hotelzimmer eingesperrt, mit Fenster nur zum tristen Innenhof, ohne Lektüre oder menschlichen Gesprächspartner. Die geistige Deprivation nagt
an Bartok, der nach intellektueller Beschäftigung lechzt. Die Codes offenbart er trotzdem nicht, weil er befürchtet, anschließend umgebracht zu werden. Ein glücklicher Umstand bei einem Verhör spielt ihm ein zur Verbrennung bestimmtes Buch in die Hände, das aber, wie er zu seiner Enttäuschung anschließend feststellt, keine Literatur enthält, sondern Schachpartien. Schach hat Bartok bislang nicht interessiert, doch um seinen Geist zu beschäftigen, spielt er die Partien nach, zunächst mit aus Brot geformten Figuren auf den Bodenfliesen seines Badezimmers. Als ihm erst die Figuren und dann auch das Buch genommen werden, spielt er im Kopf neue Partien. Schach als die einzige mögliche Beschäftigung erfasst seine gesamte Persönlichkeit so sehr, dass er bei Verhören statt der verlangten Codes nur noch Schachpartien niederschreibt. Auch die Erschießung eines Freundes vor seinen Augen lässt ihn nicht einknicken. Zur Strafe werden ihm der Zugang zum Badezimmer und das Fenster zum Hof zugemauert, so dass Bartok im Schein einer Glühlampe vegetieren muss und nur noch einen Blecheimer als Abort hat. Nach einem Jahr der Entbehrungen gelingt Bartok schließlich die „Flucht“, indem er den Verstand verliert. Als unzurechnungsfähig entlassen, quittiert er seine Entlassungspapiere mit Max van Leuwen, dem Namen eines Schachmeisters aus dem entwendeten Lehrbuch, der 1928 gegen Weltmeister Mirko Czentovic antrat. Am Ende erhält Bartok seine Armbanduhr zurück, die ihm zu Haftbeginn abgenommen worden war. Dann wankt er unsicher auf die Straße ins Sonnenlicht.
In einem parallelen Handlungsstrang reist Bartok unter der neuen Identität Max van Leuwen per Schiff von Rotterdam in die USA, begleitet von seiner Frau Anna. Später stellt sich allerdings heraus, dass er sich Annas Anwesenheit nur einbildet. Er halluziniert und ist von der langen Isolationshaft deutlich gezeichnet. An Bord findet ein Schachturnier statt: Begleitet von seinem Manager Koller spielt der amtierende Schachweltmeister Mirko Czentovic für Geld simultan gegen alle, die es wünschen. Einem der Gegner, Owen McConnor, dem Besitzer des Schiffes, schaut van Leuwen über die Schulter, hindert ihn spontan an einem verlockenden Zug und spielt aus der unterlegenen Situation noch ein Remis heraus. Alle anderen Gegner wurden von Czentovic locker geschlagen. McConnor lädt van Leuwen zu einer eigenen Partie gegen Czentovic ein. Während dieser beginnt van Leuwen erneut zu halluzinieren, gewinnt aber schließlich. Dafür erhält er als Siegesprämie Czentovics Armbanduhr, die seiner, von der Gestapo konfiszierten, verblüffend gleicht.
Die letzten Filmeinstellungen zeigen Bartok als Bewohner einer geschlossenen psychiatrischen Einrichtung. Er sitzt im Sonnenschein vor einer Schachpartie. Neben ihm sitzt eine Frau, die Anna gleicht und deren Stimme Bartok vertraut vorkommt, doch sie siezen einander. Die Frau erklärt Bartok, sie sei aus Amerika zu Besuch, man könne jetzt wieder reisen, der Krieg sei vorbei. Dann liest sie ihm aus Homers Odyssee vor, einem Werk, das er früher sehr schätzte. Jetzt scheint Bartok das Buch nicht mehr zu kennen, er zeigt sich neugierig auf dessen Inhalt. Es bleibt unklar, ob Anna den eventuell an einer schweren Amnesie leidenden Bartok tatsächlich besucht, oder ob Bartok auch hier halluziniert.

## Produktion

### Literarische Vorlage, Filmstab und Besetzung
Der Film basiert auf der Schachnovelle des österreichischen Schriftstellers Stefan Zweig, baut die Geschichte jedoch vollkommen anders auf. Ist im Buch die Schiffsreise die eigentliche Rahmenhandlung, in der die Gefangenschaft nur als Erinnerung existiert, so ist im Film die Gefangenschaft die Haupterzählung, die von der Schiffsreise szenenweise aufgelockert wird, wobei zunehmend zweifelhafter wird, ob die Reise mit all ihren Ereignissen einschließlich des Schachturniers überhaupt real ist.
Regie führte Philipp Stölzl, während Eldar Grigorian Zweigs Buch für den Film adaptierte.

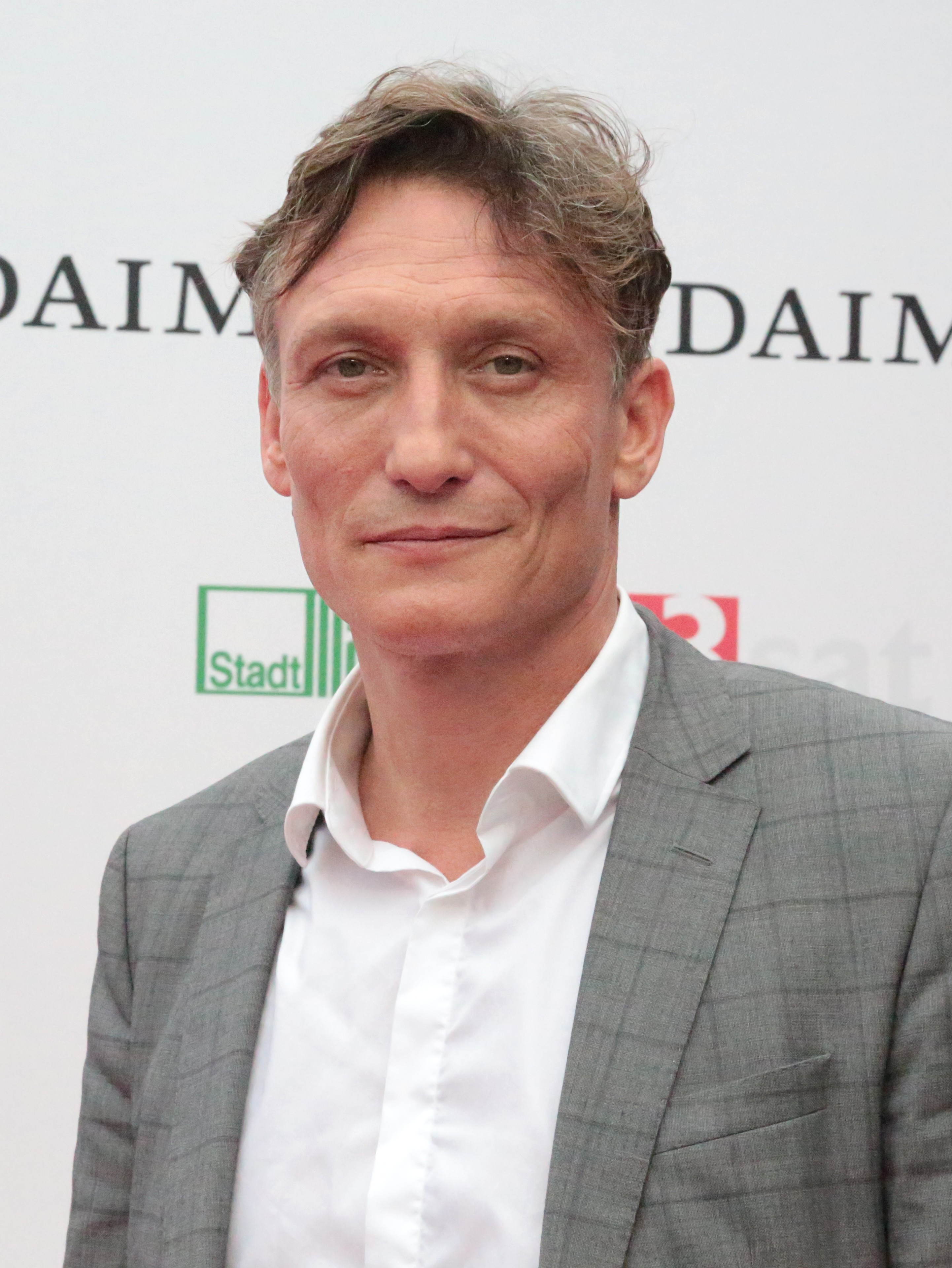
Oliver Masucci spielt im Film Dr. Josef Bartok

Zur Besetzung gehören unter anderem Oliver Masucci in der Hauptrolle von Dr. Josef Bartok, Albrecht Schuch, Birgit Minichmayr und Rolf Lassgård.

### Filmförderung und Dreharbeiten
Produziert wurde der Film von der deutschen Walker + Worm Film (Produzenten Tobias Walker und Philipp Worm) und der österreichischen Dor Film (Produzent Danny Krausz), beteiligt waren ORF und ARD (ARD Degeto). Gefördert wurde die Produktion vom Filmfonds Wien, dem Österreichischen Filminstitut und Filmstandort Austria.
Die Dreharbeiten fanden von Anfang Dezember 2019 bis März 2020 in Wien, Semmering (Südbahnhotel), Potsdam, Berlin, München und dessen Umland statt. Die im Film eingesetzten Schachuhren aus der Zeit der Handlung waren Leihgaben des Berliner Schachvereins Schachfreunde Siemensstadt e. V. Für das Kostümbild zeichnete Tanja Hausner verantwortlich, für das Szenenbild Matthias Müsse.

### Filmmusik
Die Filmmusik komponierte Ingo Ludwig Frenzel. Das Soundtrack-Album wurde im September 2021 von Northern Artists Outlet als Download veröffentlicht.

### Veröffentlichung
Der Film sollte am 7. Januar 2021 in die deutschen, österreichischen und Deutschschweizer/Schweizer Kinos kommen. Wegen der COVID-19-Pandemie wurde der Start in Deutschland und der Schweiz auf den 23. September 2021 verschoben, in Österreich auf den Folgetag. Im selben Monat wurde Schachnovelle auch im Rahmen der Filmkunstmesse Leipzig gezeigt. Im März 2023 erfolgten Vorstellungen im Rahmen der SchulKinoWochen in Bayern. Die Erstausstrahlung im Free-TV erfolgte am 3. Juli 2023 zur Hauptsendezeit im ARD-Abendprogramm und in ORF 1.

## Rezeption

### Kritiken und Besucherzahlen
Michael Meyns schreibt in seiner Funktion als Filmkorrespondent der Gilde deutscher Filmkunsttheater, Philipp Stölzls Regie bemühe sich um eine düstere Atmosphäre, die Ausstattung bleibe passend in dunklen Tönen verhaftet, und die Kamera von Thomas W. Kiennast wähle oft verkantete Winkel, was die Enge der Räume und die zunehmende Enge in Bartoks Kopf betone. So müsse sich der Film zumindest stilistisch nicht hinter der internationalen Konkurrenz verstecken, auch wenn Schachnovelle inhaltlich zu bemüht und zu auserzählt bleibe, um mehr zu sein als eine beflissene Adaption von Stefan Zweigs Novelle. Auch im Feuilleton der F.A.Z. wurde der Film besprochen.
Von der Deutschen Film- und Medienbewertung wurde Schachnovelle mit dem Prädikat Besonders wertvoll versehen.
In Deutschland verzeichnet der Film 141.538 Besucher.

### Möglicher Einsatz im Schulunterricht
Das Onlineportal kinofenster.de empfiehlt Schachnovelle für die Unterrichtsfächer Deutsch, Philosophie, Gemeinschaftskunde, Ethik/Religion und Geschichte und bietet Materialien zum Film für den Unterricht. Dort schreibt Martin Schwarz, im Deutschunterricht könne der Film als Beispiel dafür dienen, welche Freiheiten sich die filmische Umsetzung eines literarischen Werks nehmen kann. Auch könne untersucht werden, an welchen Stellen sich die zunehmende geistige Verwirrung der Hauptfigur manifestiert und wie diese filmästhetisch angedeutet wird.

### Auszeichnungen
Von den Produzenten wurde Schachnovelle für die Auswahl des deutschen Beitrags für die Oscarverleihung 2022 eingereicht. Im Folgenden eine Auswahl weiterer Auszeichnungen und Nominierungen:
Bayerischer Filmpreis 2020
- Auszeichnung in der Kategorie Produktion (Tobias Walker und Philipp Worm)
- Auszeichnung in der Kategorie Darsteller (Oliver Masucci)[21]

Deutscher Filmpreis 2021
- Nominierung als Bester Spielfilm
- Nominierung für die Beste weibliche Nebenrolle (Birgit Minichmayr)
- Nominierung für die Beste Tongestaltung (Gunnar Voigt, Jan Petzold und Martin Steyer)
- Nominierung für das Beste Szenenbild (Matthias Müsse)
- Auszeichnung für das Beste Kostümbild (Tanja Hausner)
- Nominierung für das Beste Maskenbild (Daniela Skala)
- Nominierung für die Besten visuellen Effekte (Michael Wortmann)

Festival des deutschen Films 2022
- Nominierung für den Rheingold Publikumspreis[22]

Friedenspreis des Deutschen Films – Die Brücke 2021
- Auszeichnung mit dem nationalen Friedenspreis des Deutschen Films (Philipp Stölzl)[23]

Filmkunstmesse Leipzig 2021
- Auszeichnung als Bester nationaler Film

Gilde-Filmpreis 2021
- Auszeichnung als Bester nationaler Film[24]

Österreichischer Filmpreis 2022
- Nominierung als Beste weibliche Darstellerin (Birgit Minichmayr)
- Nominierung für die Beste weibliche Nebenrolle (Maresi Riegner)
- Nominierung für die Beste männliche Nebenrolle (Lukas Miko)
- Nominierung für die Beste Kamera (Thomas Kiennast)
- Auszeichnung für das Beste Kostümbild (Tanja Hausner)
- Nominierung für die Beste Maske (Daniela Skala)